# Ферштей Василь Михайлович
Васи́ль Ми́хайлович Ферштей (нар. 25 листопада 2000, Стриганці, Івано-Франківська обл. — пом. 13 жовтня 2023) — лейтенант збройних сил України, учасник російсько-української війни.

## Життєпис
Народився 25 листопада 2000 року в селі Стриганці Івано-Франківської області.
Після закінчення 9 класів школи вступив до Прикарпатського військово-спортивного ліцею, який закінчив у 2019 році. У липні того ж року вступив до Національної академії Національної гвардії України на факультет за спеціальністю «Державна безпека ОПП Забезпечення державної безпеки підрозділами Національної гвардії України». У вересні 2021 року у зв'язку з реорганізацією навчальних закладів переведений до Київського інституту Національної гвардії України.
У березні 2023 року закінчив навчання, надано військове звання лейтенант.  
Був командиром взводу спеціального призначення 14-ї бригади національної гвардії «Червона Калина». З 13 серпня по 13 вересня проходив навчання у Великобританії.
12 жовтня 2023 року вирушив на бойове завдання, з 13 жовтня його вважали безвісти зниклим. 
6 листопада 2023 року знайдено тіло загиблого лейтенанта, який поліг у нерівному бою з російськими окупантами.

## Нагороди
- Орден «За мужність» III ступеня[1].